# رونالد غيركاليو
رونالد غيركاليو (بالألمانية: Ronald Gercaliu)‏ ، من مواليد 12 فبراير 1986 في تيرانا في ألبانيا ، لاعب كرة قدم نمساوي.
يلعب مع نادي أوستريا فيينا منذ عام 2007.
بدأ باللعب مع منتخب النمسا لكرة القدم في عام 2005.

## روابط خارجية
- رونالد غيركاليو على موقع الاتحاد الأوربي (الإنجليزية)
- رونالد غيركاليو على موقع قاعدة بيانات كرة القدم.إي يو (الإنجليزية)
- رونالد غيركاليو على موقع بيانات كرة القدم. دي إي (الألمانية)
- رونالد غيركاليو على موقع ناشيونال فوتبول تيمز (الإنجليزية)
- رونالد غيركاليو على موقع Soccerway.com (الإنجليزية)
- رونالد غيركاليو على موقع عالم كرة القدم.نت (الإنجليزية)